# Juozas Vokietaitis

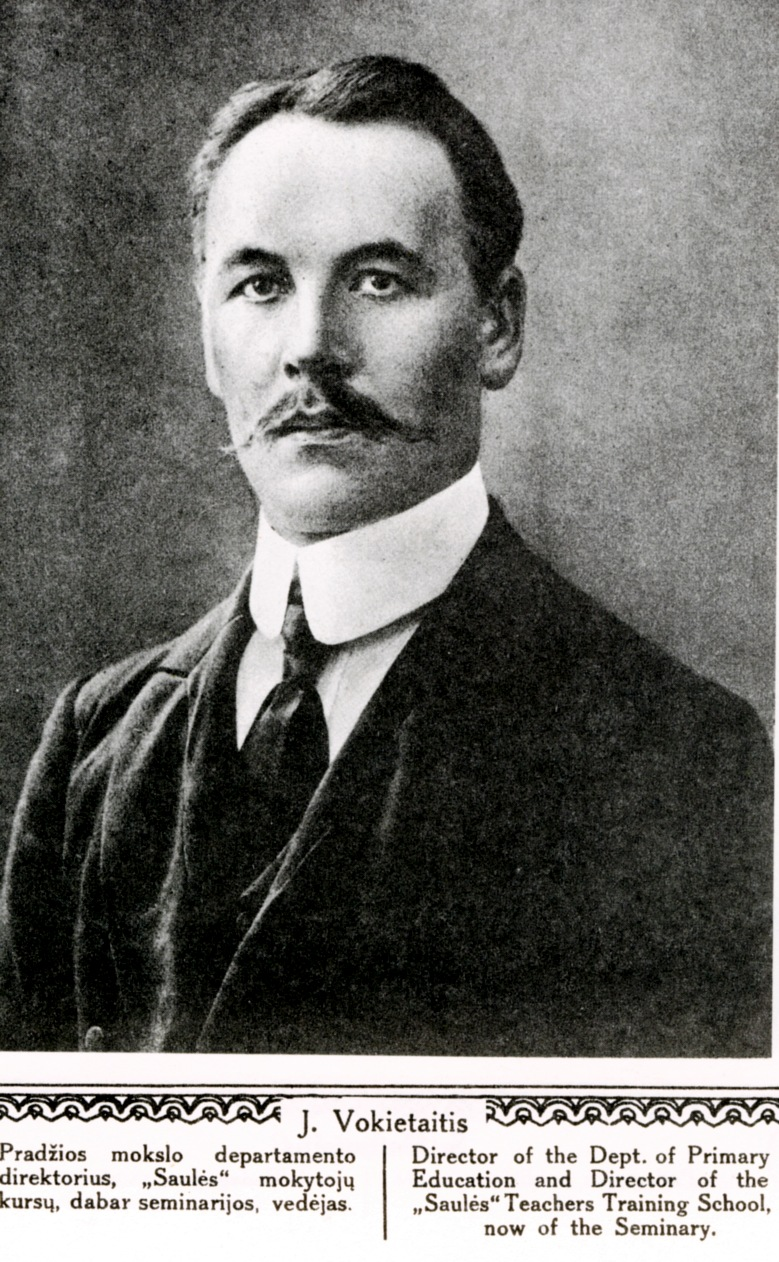
Juozas Vokietaitis

Juozas Vokietaitis (ur. 30 września 1872 koło Mariampola, zm. 15 grudnia 1931 w Kownie) – litewski chórzysta i organista, pedagog i działacz samorządowy.

## Życiorys
W 1890 roku ukończył seminarium nauczycielskie w Wejwerach, po czym nauczał w szkołach języka litewskiego. W latach 1907–1914 prowadził w Kownie kursy muzyczne. Po wybuchu I wojny światowej przeprowadził się do Woroneża, gdzie nauczał w lokalnym gimnazjum litewskim oraz prowadził chór. 
Po powrocie na Litwę prowadził kowieńskie towarzystwo „Saulės”, od 1919 do 1931 roku pełnił urząd dyrektora departamentu w ministerstwie oświaty. 
Na krótko przed swoją śmiercią objął funkcję burmistrza Kowna. 